# Pryslip (wieś)
Pryslip (ukr. Присліп) – wieś na Ukrainie, w obwodzie zakarpackim, w rejonie chuściańskim, w hromadzie Miżhirja. W 2001 liczyła 851 mieszkańców, spośród których 849 wskazało jako ojczysty język ukraiński, a 2 rosyjski.